# Brachyotum naudinii
Brachyotum naudinii är en tvåhjärtbladig växtart som beskrevs av José Jéronimo Triana. Brachyotum naudinii ingår i släktet Brachyotum och familjen Melastomataceae. Inga underarter finns listade i Catalogue of Life.